# كينيث سكوغلاند
كينيث سكوغلاند (بالنرويجية البوكمول: Kenneth Skoglund)‏ هو لاعب رماية نرويجي، ولد في 21 يوليو 1953.

## وصلات خارجية
- كينيث سكوغلاند على موقع الاتحاد الدولي (الإنجليزية)
- كينيث سكوغلاند على موقع أوليمبيديا (الإنجليزية)